# Почётный гражданин Анадыря
Почётный граждани́н го́рода Ана́дырь — высшее почётное звание городского округа Анадырь — столицы Чукотского автономного округа. Звание было учреждено ещё в советское время, однако официально утверждено только 6 октября 2011 года — Решением Совета депутатов городского округа Анадырь Чукотского автономного округа № 233 «Об утверждении Положения о звании „Почётный гражданин города Анадырь“».
Звания «Почётный гражданин города Анадырь» могут быть удостоены граждане, внёсшие большой вклад в развитие столицы Чукотки и имеющие особо выдающиеся заслуги перед жителями Анадыря и национального села Тавайваам.
Проект нагрудного знака к званию был разработан Союзом Геральдистов России при Президенте РФ.
Кроме нагрудного знака, почётным гражданам окружного центра вручаются памятные дипломы, удостоверения и денежная премия в размере 10 минимальных размеров оплаты труда.
Чествование и награждение почётных граждан Анадыря проводится ежегодно в День города Анадыря, который отмечается в первую субботу августа.

## Почётные граждане города Анадырь
1. Виноградов, Павел Владимирович — лётчик-космонавт, Герой Российской Федерации. Звание присвоено 26 декабря 2006 года.
2. Назаренко, Василий Николаевич — Председатель Думы Чукотского автономного округа, Звание присвоено 25 мая 2004 года.
3. Севастьянов, Виталий Иванович — лётчик-космонавт, дважды Герой Советского Союза.
4. Хван, Виктор Алексеевич — глава администрации города Анадыря (с 1997 по 2003 год), Звание присвоено в 2003 году.
5. Щегольков, Андрей Геннадьевич — глава администрации города Анадыря (с 2003 по 2006 год), глава городского округа Анадырь с 2006 года.